# Susan Visser

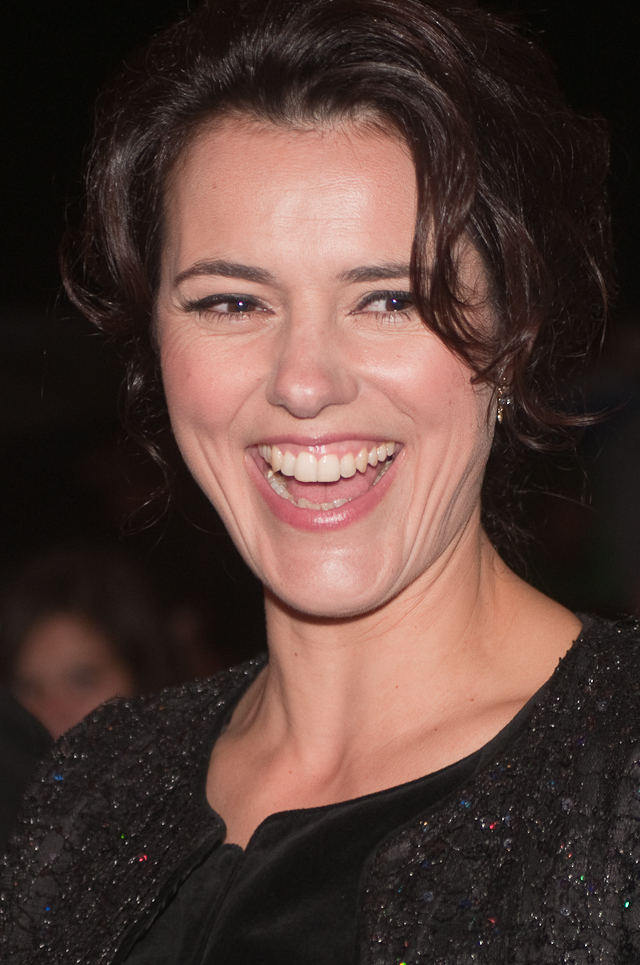
Susan Visser

Susan Visser (* 15. Oktober 1965 in Rotterdam) ist eine niederländische Schauspielerin.

## Leben
Vor allem in den 1990er Jahren gelangte Susan Visser zu nationaler Bekanntheit mit ihrer Rolle der Dirkje in der Comedy-Serie In de Vlaamsche Pot. Sie spielte diese Rolle neben ihrem Studium der Schauspielerei an der Toneelschool in Amsterdam.
Später spielte sie in Serien, wie All Stars, Baantjer und Spangen. Im Jahre 2005 erhielt Susan die Hauptrolle in der Fernsehserie Feine Freundinnen (Gooische Vrouwen) und deren Verfilmung. Neben Fernsehrollen spielt Susan auch verschiedene Rollen im Theater und hat eine Rolle im Film Zwartboek erhalten. 2010 spielte sie die Hauptrolle in Richting West. Im Februar 2012 feierte der Film Taped Premiere, in dem Visser, zusammen mit Barry Atsma, die Hauptrolle spielt. 2014 nahm sie an der 14. Staffel der Spielshow Wie is de Mol? (dt.: „Wer ist der Maulwurf?“) teil. Am Ende der Staffel stellte sich heraus, dass Visser die Rolle des Maulwurfs gespielt hat.
Susan Visser war mit dem Schauspieler Roef Ragas verheiratet, der am 30. August 2007 an einem Herzstillstand verstarb. Sie haben zwei gemeinsame Kinder. Danach hatte Visser bis 2011 eine Beziehung mit Dennis van de Ven, bekannt durch u. a. das Kabarettduo Jurk! und die satirische Fernsehsendung Draadstaal.